# Yannick Bellon
Marie-Annick Bellon, coneguda públicament com a Yannick Bellon   (Biarritz, 6 d'abril de 1924 - 18è districte de París, 2 de juny de 2019) va ser una directora de cinema bascofrancesa, filla de la fotògrafa Denise Bellon (coneguda per les seves aportacions documentals sobre el surrealisme i pels seus reportatges de viatges). La seva germana Loleh Bellon és actriu dramàtica. Va ser també tia de Jaime Semprún.

## Filmografia
- Goémons (1947)
- Colette (1951)
- Varsovie, quand même... (1954)
- Un matin comme les autres (1956)
- Le second souffle (1959)
- Le bureau des mariages (1962)
- Quelque part quelqu'un (1972)
- La femme de Jean (1974)
- Jamais plus toujours (1976)
- L'amor violat (1978)
- L'amour nu (1981)
- La triche (1984)
- Les enfants du désordre (1989)
- L'affût (1992)
- Le souvenir d'un avenir (2001), amb Chris Marker. Pel·lícula sobre la seva mare, Denise Bellon